# Paul Piot
 (décembre 2023).
Paul Piot, né le 30 avril 1924 à Avignon (Vaucluse) et mort le 27 février 2004 à Saint-Nazaire (Loire-Atlantique), est un compositeur, musicien et producteur de musique français.

## Biographie
Il est l'un des premiers producteurs de Dick Rivers.
Musicien de jazz, il compose, durant les années 1970-80, de nombreux instrumentaux et notamment des génériques pour la télévision. Parmi ces génériques, on comptera celui du Loto, intitulé Loto loterie.

## Filmographie
- 1974 : Les Quatre Charlots mousquetaires d'André Hunebelle
- 1974 : À nous quatre, Cardinal ! d'André Hunebelle (suite du film précédent)
- 1974 : Les Bidasses s'en vont en guerre de Claude Zidi[1]
- 1975 : Bons baisers de Hong Kong d'Yvan Chiffre
- 1978 : Et vive la liberté ! de Serge Korber
- 1986 : Devil Story (Il était une fois le diable) de Bernard Launois (avec Michel Roy)